# Marcello De Mari
Marcello De Mari (Genova, 8 agosto 1837 – Genova, 18 maggio 1913) è stato un politico italiano, senatore del Regno d'Italia dalla XVII legislatura.